# Толкачёв, Дмитрий Николаевич
Дмитрий Николаевич Толкачёв (бел. Дзмітрый Мікалаевіч Таўкачоў; род. 12 февраля 1986, Минск) — белорусский футболист, полузащитник клуба «Кронон».

## Карьера
Воспитанник борисовского БАТЭ. Через несколько лет оказался в «Дариде». Дебютировал за клуб и в Высшей Лиге 30 сентября 2006 года в матче против новополоцкого «Нафтана». Провёл за клуб всего лишь 2 матча и по окончании сезона покинул клуб. В январе 2007 года стал игроком слонимского «Коммунальника». В 2008 году стал выступать в клубе «ДСК-Гомель», вместе с которым стал победителем Второй Лиги.
В 2009 году перешёл в «Руденск». Вместе с клубом снова смог стать победителем Второй Лиги. В 2010 году продолжил выступать за клуб, только уже в Первой Лиге. Первый матч сыграл 17 апреля 2010 года против «Гомеля». Первый гол забил 3 июля 2010 года в матче против «Белкарда». Закрепился в основной команде клуба. В 2011 году пропустил первую половину чемпионата. В матче 17 июня 2012 года против клуба «ДСК-Гомель» записал на свой счёт дубль. В августе 2012 года стал игроком «Слуцка», за который провёл 11 матчей и по окончании сезона покинул.
В 2013 году начинал сезон в речицком клубе «Ведрич-97». Дебютировал за клуб 20 апреля 2013 года в матче против «Слуцка». В сентябре 2013 года стал выступать в светлогорском «Химике». Дебютировал за клуб 7 сентября 2013 года в матче против «Ислочи». Дебютный гол за клуб забил 19 октября 2013 года в матче против клуба СКВИЧ. Закрепившись в клубе выступал за него вплоть до конца 2017 года. Провёл за клуб 95 матчей, в которых отличился 3 забитыми голами.
В 2018 году был заявлен на сезон Второй Лиги как игрок «Узды», однако еще до начала игрового сезона поменял клуб на «Клецк». В августе 2020 года стал игроком столбцовского «Кронона».

## Достижения
«ДСК-Гомель»
- Победитель Второй Лиги: 2008

 «Руденск»
- Победитель Второй Лиги: 2009